# Сант’Андреа ин Перкусина
Сант'Андреа ин Перкусина је насеље у Италији у округу Фиренца, региону Тоскана.
Према процени из 2011. у насељу је живело 38 становника. Насеље се налази на надморској висини од 255 м.